# Ciudad Constitución
La città di Ciudad Constitución è a capo del Comune di Comondú, Bassa California del Sud, Messico. Conta 37 221 abitanti secondo le stime del censimento e le sue coordinate sono 25°01′N 111°40′W. Dista dalla capitale dello stato federale 210km.

## Storia
Fondata il 10 maggio 1953, con l'arrivo delle tre famiglie pioniere della Colonia Revolución Mexicana, nel punto dove si incrociavano i cammini di Buena vista a Palo Bola con il tratto dell'autostrada transpeninsulare al Kilometro 211 detto “El Crucero”.
La crescita che trasse dall'apertura del tratto autostradale La Paz - Valle Santo Domingo unito alle colonie Revolución, Cuitláhuac e Vargas, accelerò la conversione a subdelegazione comunale nel 1954. Nel 1960 fu elevata al rango di capoluogo del comune di Comondú. Infine nel 1971 è stata elevata al rango di Città divenendo a tutti gli effetti centro politico e amministrativo del comune di Comondú.